# Bahnhof Kufstein
Bahnhof Kufstein vasútállomás Ausztriában, Kufstein településen.

## Vasútvonalak
Az állomást az alábbi vasútvonalak érintik:
- Rosenheim–Kufstein-vasútvonal
- Alsó-Inn-völgyi vasútvonal

## Kapcsolódó állomások
A vasútállomáshoz az alábbi állomások vannak a legközelebb:
- Kiefersfelden station (Rosenheim vasútállomás, München Hauptbahnhof, Rosenheim–Kufstein-vasútvonal, RB 54)
- Schaftenau railway station (Innsbruck Hauptbahnhof, Telfs-Pfaffenhofen railway station, Alsó-Inn-völgyi vasútvonal, S4)
- Salzburg Hauptbahnhof (Wien Westbahnhof, WESTgreen)
- Innsbruck Hauptbahnhof (Innsbruck Hauptbahnhof, WESTgreen)

## Forgalom

### Vasút
2022. decembere óta az alábbi járatok érintik az állomást:
| Vonatnem              | Vonatnem | Útvonal | Gyakoriság    |
| --------------------- | -------- | --- | ------------- |
| Railjet Xpress (RJX)  |          | Bratislava / Budapest / Flughafen Wien – Wien – Linz – Salzburg – Kufstein – Wörgl – Innsbruck – Feldkirch – Zürich     | kétóránként   |
| Eurocity (EC)         |          | München – Rosenheim – Kufstein – Wörgl – Jenbach – Innsbruck – Brennero/Brenner – Verona (– Bologna / Rimini / Venedig) | kétóránként   |
| WESTbahn (WB)         |          | Wien Westbahnhof – Linz – Salzburg – Kufstein – Wörgl – Innsbruck                                                       | négy vonatpár |
| Nightjet (NJ)         |          | Innsbruck – Jenbach – Wörgl – Kufstein – Rosenheim – München – Nürnberg – Hamburg / Amsterdam                           | egy vonatpár  |
| Cityjet Xpress (CJX1) |          | Kufstein – Wörgl – Jenbach – Innsbruck                                                                                  | kétóránként   |
| S-Bahn (S4)           |          | Kufstein – Wörgl – Jenbach – Innsbruck – Telfs-Pfaffenhofen                                                             | óránként      |
| Regionalbahn (RB54)   |          | Kufstein – Rosenheim – Grafing – München                                                                                | óránként      |

### Autóbusz
- Stadtbus Kufstein: 1,2,4
- 4030/730N: Kufstein - Kössen
- 4036: Kufstein - Erl - Niederndorferberg
- 4046: Kufstein - Thiersee - Landl/Hinterthiersee
- 4055: Kufstein - Kirchbichl - Wörgl
- 4902: Kufstein - Söll
- 4026: Kufstein - Bad Häring - Wörgl
- 4068: Kufstein - Mariastein - Wörgl
- 9577/52: Kufstein - Rosenheim
- Hechtseebus (csak nyáron)

## Képek

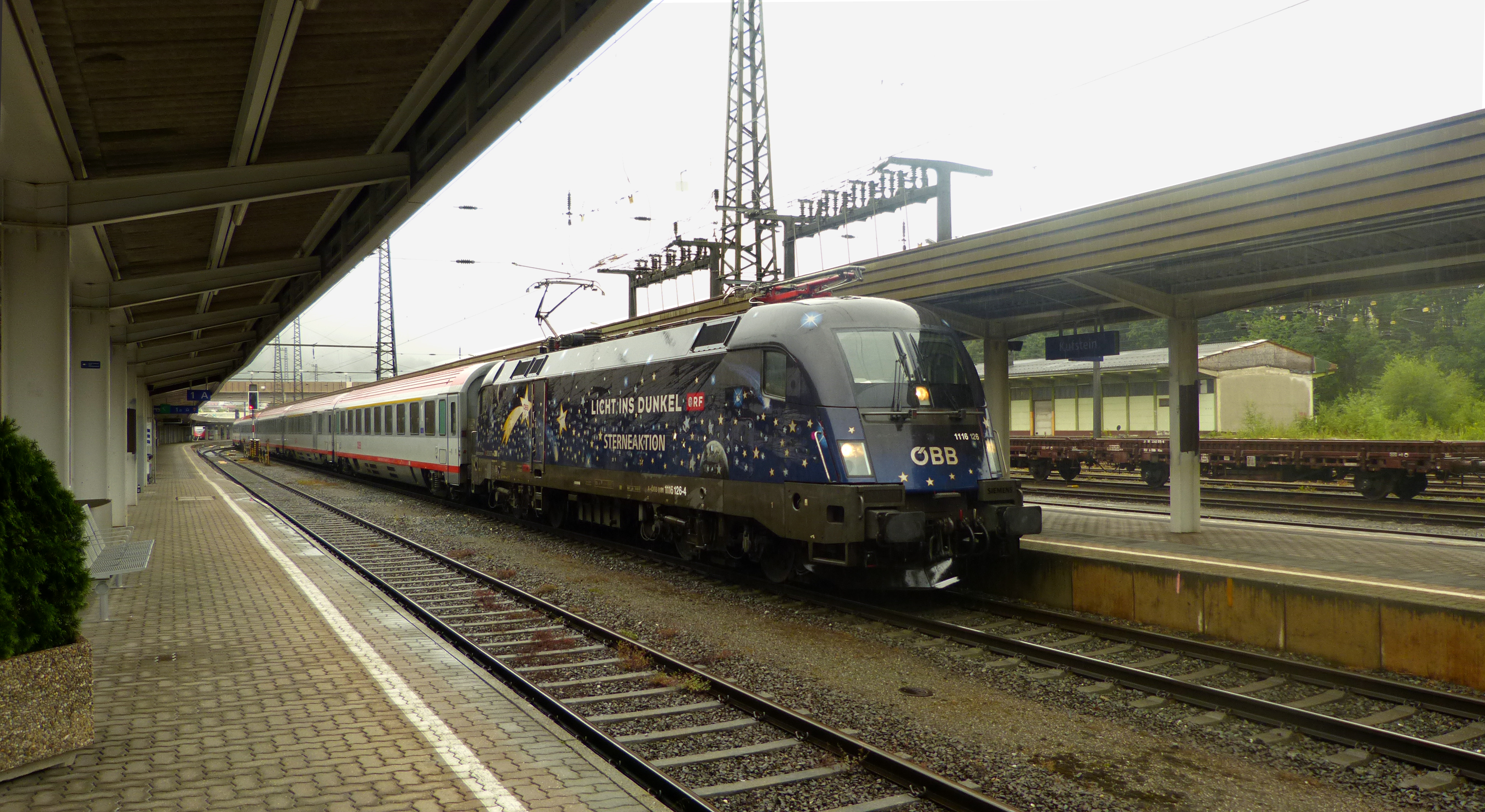
Werbelok az állomáson
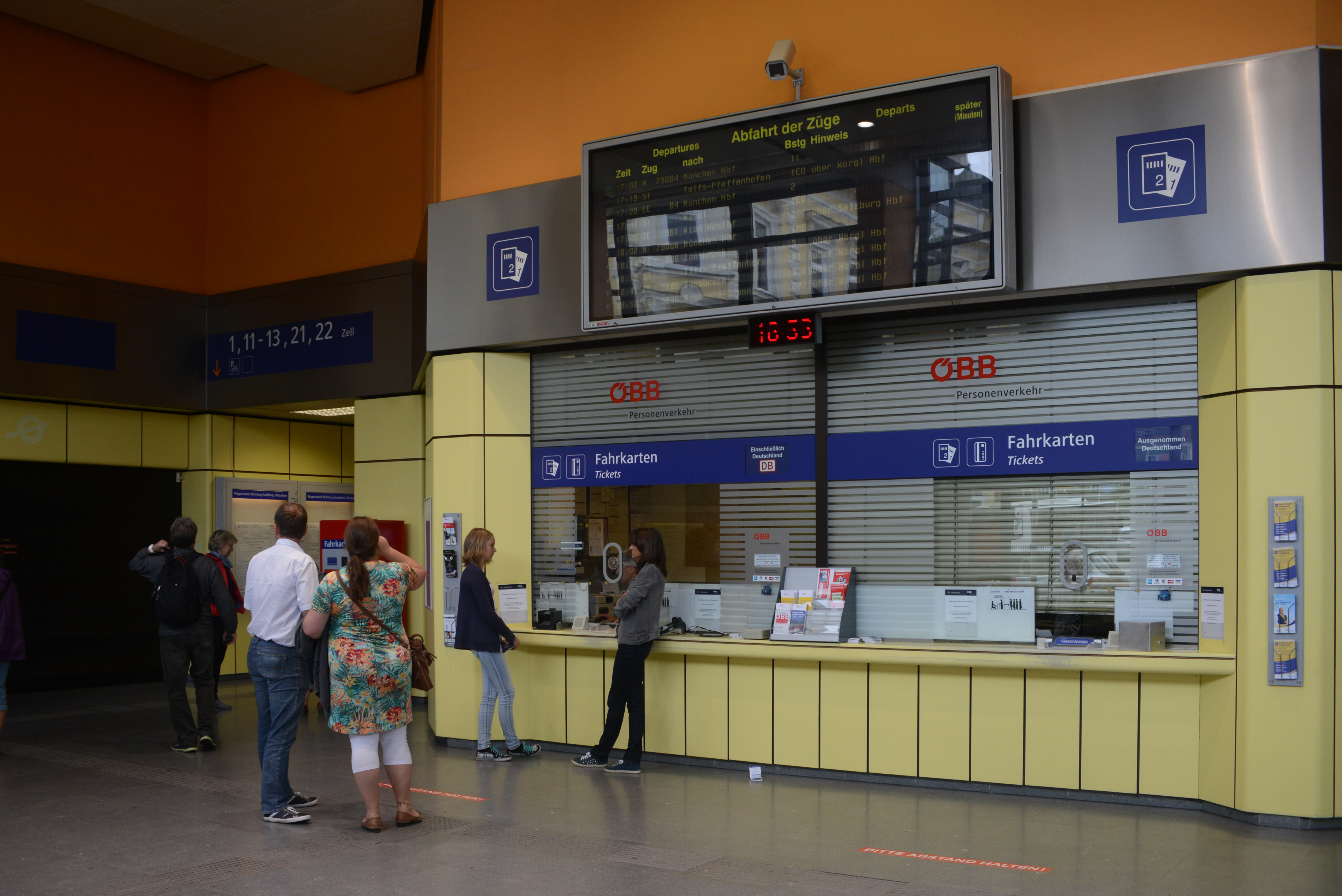
Jegypénztárak
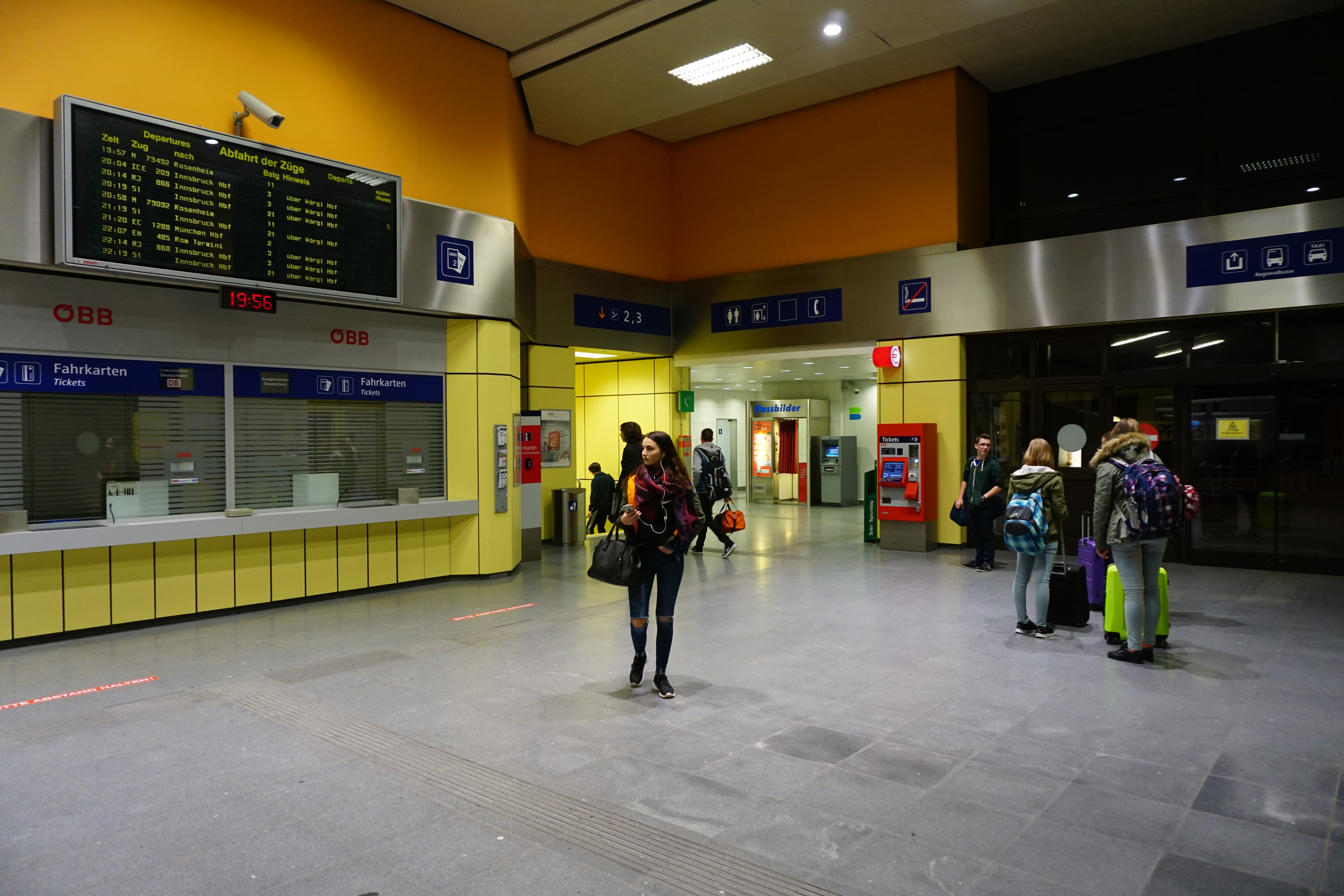
Váróterem
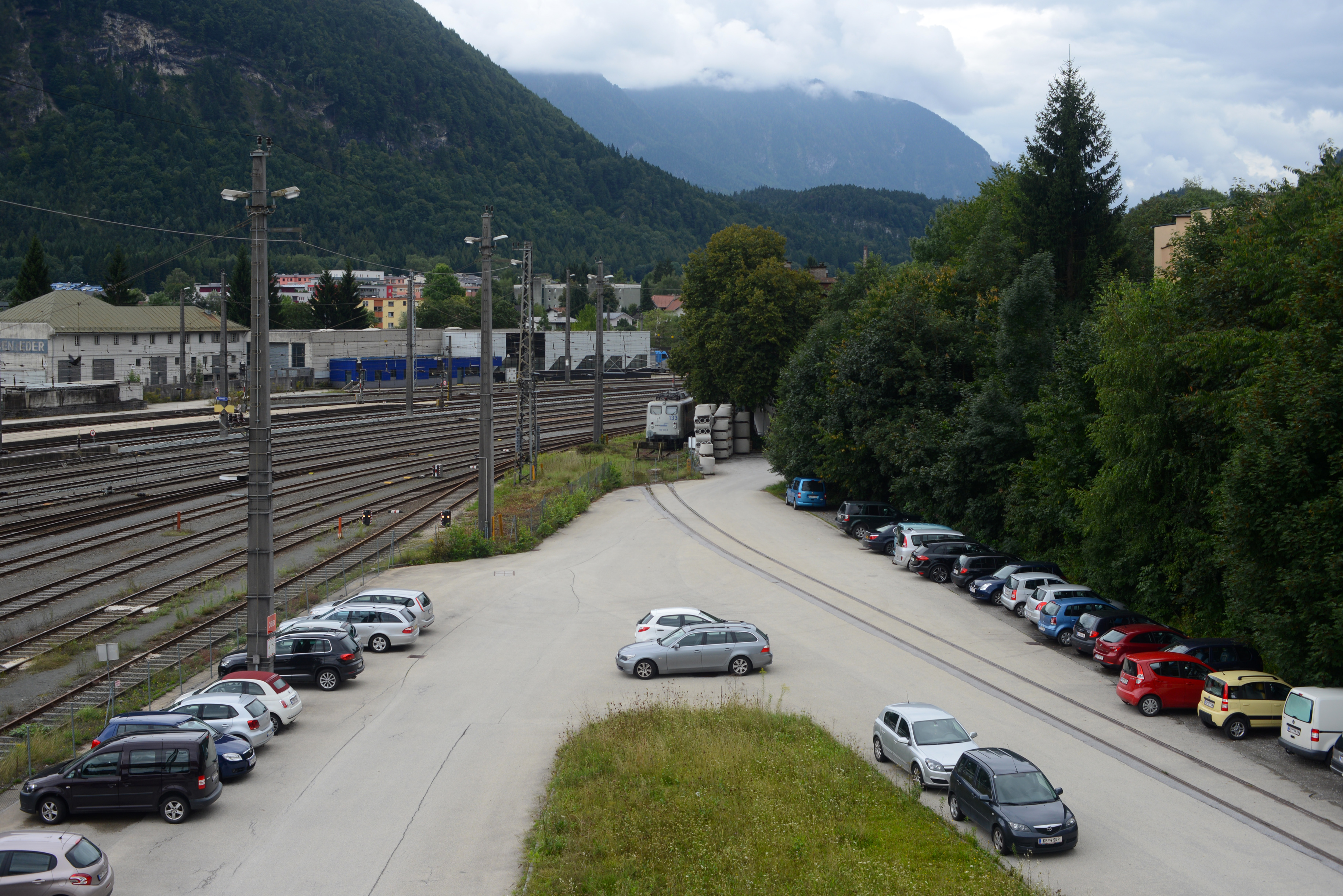
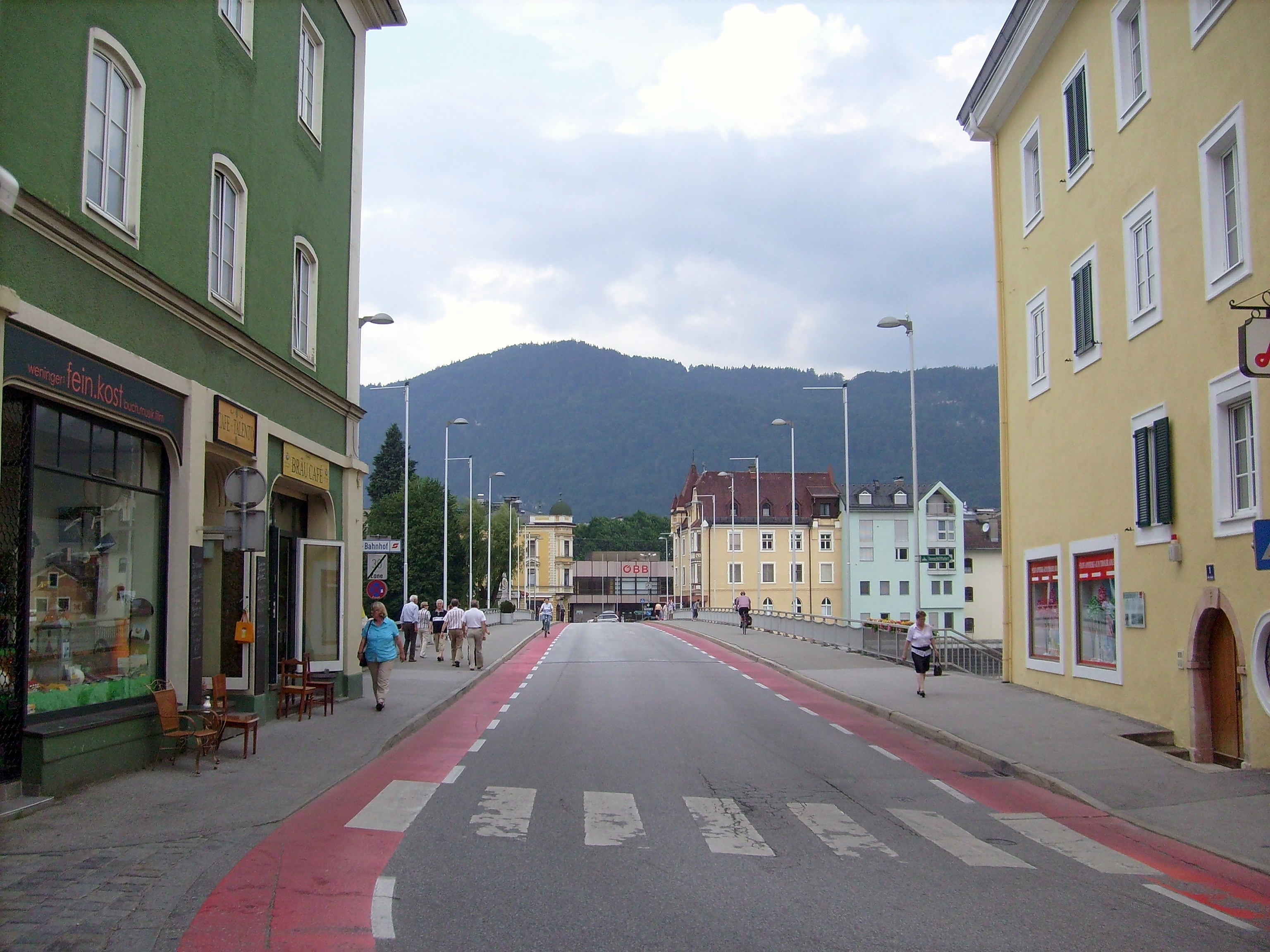